# Bilan saison par saison du Raja Club Athletic
Pour un article plus général, voir Raja Club Athletic.
Cet article propose le détail du bilan saison par saison du Raja Club Athletic depuis sa création le 20 mars 1949. Le club n'a joué que des matchs amicaux durant plus d'une année avant qu'il ne reçoit l'affiliation de la Ligue du Maroc de Football Association à l'aube de la saison 1950-1951, lui donnant le droit de rejoindre les championnats nationaux. 
Dans l'ordre des colonnes, on trouve les saisons, le championnat auquel le club participe, les résultats en championnat, en Coupe du trône, en Coupes d'Afrique et en Coupes régionales. On trouve ensuite le meilleur buteur du club avec le nombre de buts qu'il a marqué et l'entraîneur en charge durant la saison.

## Bilan saison par saison du Raja CA
| Saison  | Championnat | Championnat | Championnat | Championnat | Championnat | Championnat | Championnat | Championnat | Championnat | Championnat | Coupe du trône | Coupes d'Afrique / Autres                                                                                           | Coupes d'Afrique / Autres                                                                                           | Coupes régionales | Coupes régionales | Meilleurs buteurs        | Meilleurs buteurs | Entraîneurs                                  |
| Saison  | Div. | Rang | Pts | J | G | N | P | Bp | Bc | Diff | Coupe du trône | Type | Résultat | Type              | Résultat          | Nom                      | Buts              | Entraîneurs                                  |
| ------- | --- | --- | --- | --- | --- | --- | --- | --- | --- | --- | --- | --- | --- | ----------------- | ----------------- | ------------------------ | ----------------- | -------------------------------------------- |
| 1950-51 | D2 Chaouia-Nord | 1er | - | 12 | - | - | - | - | - | - | - | - | - | CAN               | Premier tour      | -                        | -                 | Naoui                                        |
| 1951-52 | 1re Division | 2e | - | 16 | - | - | - | - | - | - | - | - | - | CAN               | Premier tour      | -                        | -                 | Naoui                                        |
| 1952-53 | Pré-honneur | 6e | - | 22 | - | - | - | - | - | - | - | - | - | CAN               | Troisième tour    | -                        | -                 | Naoui                                        |
| 1953-54 | Pré-honneur | 5e | - | 22 | - | - | - | - | - | - | - | - | - | CAN               | Deuxième tour     | -                        | -                 | Jalal                                        |
| 1954-55 | Pré-honneur | 9e | - | 22 | - | - | - | - | - | - | - | - | - | CAN               | Premier tour      | -                        | -                 | Jalal                                        |
| 1955-56 | Les compétitions nationales ont été boycottées en 1956 à cause des troubles politiques liés au Protectorat français | Les compétitions nationales ont été boycottées en 1956 à cause des troubles politiques liés au Protectorat français | Les compétitions nationales ont été boycottées en 1956 à cause des troubles politiques liés au Protectorat français | Les compétitions nationales ont été boycottées en 1956 à cause des troubles politiques liés au Protectorat français | Les compétitions nationales ont été boycottées en 1956 à cause des troubles politiques liés au Protectorat français | Les compétitions nationales ont été boycottées en 1956 à cause des troubles politiques liés au Protectorat français | Les compétitions nationales ont été boycottées en 1956 à cause des troubles politiques liés au Protectorat français | Les compétitions nationales ont été boycottées en 1956 à cause des troubles politiques liés au Protectorat français | Les compétitions nationales ont été boycottées en 1956 à cause des troubles politiques liés au Protectorat français | Les compétitions nationales ont été boycottées en 1956 à cause des troubles politiques liés au Protectorat français | Les compétitions nationales ont été boycottées en 1956 à cause des troubles politiques liés au Protectorat français | Les compétitions nationales ont été boycottées en 1956 à cause des troubles politiques liés au Protectorat français | Les compétitions nationales ont été boycottées en 1956 à cause des troubles politiques liés au Protectorat français | CAN               | Deuxième tour     | -                        | -                 | Jalal                                        |
| 1956-57 | D1 | 10e | 60 | 30 | 11 | 8 | 11 | 34 | 38 | -4 | 8e de finale | - | - | -                 | -                 | Acila                    | 11                | Kacemi, Jalal et Père Jégo                   |
| 1957-58 | D1 | 4e | 61 | 28 | 10 | 13 | 5 | 33 | 20 | +13 | 8e de finale | - | - | -                 | -                 | Acila                    | 10                | Père Jégo                                    |
| 1958-59 | D1 | 4e | 57 | 26 | 10 | 11 | 5 | 34 | 25 | +9 | Demi-finale | - | - | -                 | -                 | -                        | -                 | Père Jégo                                    |
| 1959-60 | D1 | 3e | 54 | 24 | 11 | 8 | 5 | 32 | 14 | +18 | Demi-finale | - | - | -                 | -                 | Hanoun                   | 22                | Père Jégo                                    |
| 1960-61 | D1 | 5e | 54 | 26 | 8 | 12 | 6 | 35 | 35 | 0 | 8e de finale | - | - | -                 | -                 | Hanoun                   | 11                | Père Jégo                                    |
| 1961-62 | D1 | 7e | 53 | 26 | 10 | 7 | 9 | 35 | 28 | +7 | 8e de finale | - | - | -                 | -                 | -                        | -                 | Père Jégo                                    |
| 1962-63 | D1 | 3e | 54 | 26 | 9 | 10 | 7 | 35 | 28 | +7 | Quart de finale | - | - | -                 | -                 | -                        | -                 | Père Jégo                                    |
| 1963-64 | D1 | 9e | 52 | 26 | 8 | 9 | 9 | 29 | 34 | -5 | Demi-finale | - | - | -                 | -                 | -                        | -                 | Père Jégo                                    |
| 1964-65 | D1 | 11e | 50 | 26 | 7 | 10 | 9 | 24 | 30 | -6 | Finale | - | - | -                 | -                 | -                        | -                 | Ben Barek et Père Jégo                       |
| 1965-66 | D1 | 2e | 56 | 26 | 9 | 12 | 5 | 27 | 20 | +7 | 8e de finale | - | - | -                 | -                 | -                        | -                 | Père Jégo                                    |
| 1966-67 | D1 | 3e | 65 | 30 | 10 | 15 | 5 | 33 | 19 | +14 | 8e de finale | - | - | -                 | -                 | Houmane                  | 18                | Père Jégo                                    |
| 1967-68 | D1 | 3e | 73 | 34 | 12 | 15 | 7 | 42 | 29 | +13 | Finale | - | - | -                 | -                 | Houmane                  | 16                | Jabrane et El Kadmiri                        |
| 1968-69 | D1 | 13e | 57 | 30 | 5 | 17 | 8 | 21 | 23 | -2 | Demi-finale | - | - | -                 | -                 | -                        | -                 | Père Jégo                                    |
| 1969-70 | D1 | 3e | 66 | 30 | 11 | 14 | 5 | 26 | 17 | +9 | Quart de finale | - | - | -                 | -                 | -                        | -                 | Mahjoub                                      |
| 1970-71 | D1 | 11e | 57 | 30 | 7 | 13 | 10 | 28 | 32 | -4 | 8e de finale | - | - | -                 | -                 | -                        | -                 | Lakhmiri                                     |
| 1971-72 | D1 | 10e | 58 | 30 | 8 | 12 | 10 | 36 | 41 | -5 | 8e de finale | - | - | -                 | -                 | Ghandi                   | 15                | Orosz                                        |
| 1972-73 | D1 | 3e | 63 | 30 | 11 | 11 | 8 | 36 | 31 | +5 | 8e de finale | - | - | -                 | -                 | Petchou                  | 13                | Orosz                                        |
| 1973-74 | D1 | 2e | 63 | 30 | 12 | 9 | 9 | 34 | 26 | +8 | Vainqueur | - | - | -                 | -                 | Petchou                  | 9                 | Roudani et Tibari                            |
| 1974-75 | D1 | 3e | 66 | 30 | 10 | 16 | 4 | 47 | 28 | +19 | 16e de finale | - | - | -                 | -                 | Ghandi                   | 10                | Tibari                                       |
| 1975-76 | D1 | 3e | 66 | 30 | 10 | 16 | 4 | 34 | 29 | +5 | Demi-finale | - | - | -                 | -                 | -                        | -                 | Mindru                                       |
| 1976-77 | D1 | 3e | 64 | 30 | 12 | 10 | 8 | 32 | 27 | +5 | Vainqueur | - | - | -                 | -                 | -                        | -                 | Tachkov                                      |
| 1977-78 | D1 | 10e | 58 | 30 | 9 | 10 | 11 | 43 | 40 | +3 | 16e de finale | - | - | -                 | -                 | -                        | -                 | Tachkov                                      |
| 1978-79 | D1 | 9e | 39 | 30 | 9 | 12 | 9 | 30 | 28 | +2 | 16e de finale | - | - | -                 | -                 | -                        | -                 | Houmane                                      |
| 1979-80 | D1 | 9e | 59 | 30 | 8 | 13 | 9 | 29 | 26 | +3 | Quart de finale | - | - | -                 | -                 | Lâarabi                  | 11                | Tibari                                       |
| 1980-81 | D1 | 3e | 83 | 38 | 16 | 13 | 9 | 45 | 24 | +21 | 8e de finale | - | - | -                 | -                 | Lâarabi                  | 10                | Orosz et Bettache                            |
| 1981-82 | D1 | 5e | 71 | 34 | 13 | 11 | 10 | 28 | 24 | +4 | Vainqueur | C2 | 16e de finale | -                 | -                 | -                        | -                 | Tibari                                       |
| 1982-83 | D1 | 5e | 63 | 30 | 12 | 9 | 9 | 27 | 19 | +8 | Finale | - | - | -                 | -                 | -                        | -                 | Houmane                                      |
| 1983-84 | D1 | 3e | 63 | 30 | 10 | 13 | 7 | 29 | 21 | +8 | Quart de finale | - | - | -                 | -                 | Ouhammouch               | 9                 | Tachkov                                      |
| 1984-85 | D1 | 6e | 62 | 30 | 12 | 8 | 10 | 32 | 25 | +7 | 8e de finale | - | - | -                 | -                 | -                        | -                 | Motroc                                       |
| 1985-86 | D1 | 2e | 91 | 38 | 20 | 13 | 5 | 48 | 17 | +31 | 8e de finale | - | - | -                 | -                 | -                        | -                 | Ammari                                       |
| 1986-87 | D1 - S.rég. | 3e | 49 | 22 | 10 | 7 | 5 | 27 | 15 | +12 | 16e de finale | - | - | CACC              | Tour préliminaire | -                        | -                 | Hormat Allah et Ammari                       |
| 1986-87 | Plays-offs | 5e | 16 | 8 | 2 | 4 | 2 | 7 | 8 | -1 | 16e de finale | - | - | CACC              | Tour préliminaire | -                        | -                 | Hormat Allah et Ammari                       |
| 1987-88 | D1 | 1er | 79 | 34 | 18 | 9 | 7 | 30 | 14 | +16 | Quart de finale | - | - | -                 | -                 | -                        |                   | Cabrita                                      |
| 1988-89 | D1 | 9e | 60 | 30 | 8 | 14 | 8 | 29 | 29 | 0 | 16e de finale | C1 | Vainqueur | -                 | -                 | -                        | -                 | Saâdane                                      |
| 1989-90 | D1 | 5e | 63 | 30 | 11 | 11 | 8 | 34 | 29 | +5 | Quart de finale | C1 | 8e de finale | -                 | -                 | Jamal, Ouldmou et Diagne | 7                 | Saâdane et Fakhir                            |
| 1990-91 | D1 | 9e | 60 | 30 | 9 | 12 | 9 | 29 | 28 | +1 | Quart de finale | - | - | -                 | -                 | -                        | -                 | Cabrita et Settati                           |
| 1991-92 | D1 | 2e | 66 | 30 | 11 | 14 | 5 | 25 | 17 | +8 | Finale | - | - | -                 | -                 | -                        | -                 | Blinda                                       |
| 1992-93 | D1 | 2e | 64 | 30 | 9 | 16 | 5 | 26 | 14 | +12 | Demi-finale | - | - | -                 | -                 | -                        | -                 | Ivanov et Fakhir                             |
| 1993-94 | D1 | 4e | 64 | 30 | 12 | 10 | 8 | 21 | 15 | +6 | 16e de finale | - | - | -                 | -                 | -                        | -                 | Ighil                                        |
| 1994-95 | D1 | 11e | 59 | 30 | 8 | 13 | 9 | 22 | 21 | +1 | 8e de finale | - | - | -                 | -                 | -                        | -                 | Thissen                                      |
| 1995-96 | D1 | 1er | 57 | 30 | 16 | 9 | 5 | 43 | 16 | +27 | Vainqueur | - | - | CACC              | Finale            | -                        | -                 | Rogov et Fakhir                              |
| 1996-97 | D1 | 1er | 55 | 30 | 15 | 10 | 5 | 45 | 24 | +21 | 8e de finale | C1 | Vainqueur | SCA               | Poules            | -                        | -                 | Razamovski, Saâdane et Moldovan              |
| 1997-98 | GNF1 | 1er | 67 | 30 | 19 | 10 | 1 | 51 | 13 | +38 | Quart de finale | SC | Finale | -                 | -                 | -                        | -                 | Ammari, Bouchetta et Halilhodžić             |
| 1997-98 | GNF1 | 1er | 67 | 30 | 19 | 10 | 1 | 51 | 13 | +38 | Quart de finale | C1 | Demi-finale | -                 | -                 | -                        | -                 | Ammari, Bouchetta et Halilhodžić             |
| 1998-99 | GNF1 | 1er | 62 | 30 | 17 | 11 | 2 | 42 | 14 | +28 | 16e de finale | Afro-as. | Vainqueur | -                 | -                 | -                        | -                 | Muslin et Fulloné                            |
| 1998-99 | GNF1 | 1er | 62 | 30 | 17 | 11 | 2 | 42 | 14 | +28 | 16e de finale | C1 | Vainqueur | -                 | -                 | -                        | -                 | Muslin et Fulloné                            |
| 1999-00 | GNF1 | 1er | 59 | 30 | 16 | 11 | 3 | 45 | 22 | +23 | Quart de finale | CDM | Poules | -                 | -                 | -                        | -                 | Fulloné                                      |
| 1999-00 | GNF1 | 1er | 59 | 30 | 16 | 11 | 3 | 45 | 22 | +23 | Quart de finale | SC | Vainqueur | -                 | -                 | -                        | -                 | Fulloné                                      |
| 1999-00 | GNF1 | 1er | 59 | 30 | 16 | 11 | 3 | 45 | 22 | +23 | Quart de finale | C1 | Quart de finale | -                 | -                 | -                        | -                 | Fulloné                                      |
| 2000-01 | GNF1 | 1er | 64 | 30 | 19 | 7 | 4 | 33 | 12 | +21 | Demi-finale | C1 | 8e de finale | -                 | -                 | -                        | -                 | Jamal, Vieira, Moldovan et Takač             |
| 2001-02 | GNF1 | 3e | 55 | 30 | 16 | 7 | 7 | 42 | 18 | +24 | Vainqueur | C1 | Finale | -                 | -                 | Diallo                   | 15                | Jamal, Sebastienko, Nejmi et Meeuws          |
| 2002-03 | GNF1 | 2e | 52 | 30 | 13 | 13 | 4 | 36 | 18 | +18 | Demi-finale | C3 | Vainqueur | ACL               | Demi-finale       | Aboucherouane            | 23                | Meeuws et Michel                             |
| 2003-04 | GNF1 | 1er | 56 | 30 | 15 | 11 | 4 | 40 | 19 | +21 | Quart de finale | C1 | 16e de finale | -                 | -                 | Bidoudane                | 15                | Michel et Casimiro                           |
| 2004-05 | GNF1 | 2e | 60 | 30 | 18 | 6 | 6 | 42 | 17 | +25 | Vainqueur | C1 | Demi-finale | -                 | -                 | Alloudi                  | 16                | Fiard, Nejmi et Stambouli                    |
| 2005-06 | GNF1 | 4e | 51 | 30 | 13 | 12 | 5 | 34 | 24 | +10 | Quart de finale | C1 | 16e de finale | -                 | -                 | Bidoudane                | 12                | Moldovan, Sellami et Fulloné                 |
| 2005-06 | GNF1 | 4e | 51 | 30 | 13 | 12 | 5 | 34 | 24 | +10 | Quart de finale | C3 | 16e de finale | ACL               | Vainqueur         | Bidoudane                | 12                | Moldovan, Sellami et Fulloné                 |
| 2006-07 | GNF1 | 11e | 35 | 30 | 7 | 14 | 9 | 23 | 20 | +3 | Quart de finale | - | - | ACL               | 8e de finale      | Alloudi                  | 17                | Fulloné, Hajry et Fortes                     |
| 2007-08 | GNF1 | 3e | 48 | 30 | 12 | 12 | 6 | 32 | 23 | +9 | Quart de finale | - | - | ACL               | Poules            | Senghor                  | 9                 | Chay                                         |
| 2008-09 | GNF1 | 1er | 61 | 30 | 17 | 10 | 3 | 44 | 17 | +27 | 16e de finale | - | - | ACL               | 8e de finale      | Moutouali                | 10                | Romão                                        |
| 2009-10 | Botola 1 | 2e | 52 | 30 | 14 | 10 | 6 | 39 | 26 | +13 | 8e de finale | C1 | 16e de finale | CNACC             | Demi-finale       | Najdi                    | 13                | Mozer et Romão                               |
| 2010-11 | Botola 1 | 1er | 60 | 30 | 18 | 6 | 6 | 45 | 23 | +22 | 16e de finale | C1 | Poules | -                 | -                 | Taïr                     | 8                 | Michel et Fakhir                             |
| 2011-12 | Botola Pro | 4e | 51 | 30 | 14 | 9 | 7 | 34 | 24 | +10 | Vainqueur | C1 | 16e de finale | -                 | -                 | Salhi                    | 16                | Balaci et Marchand                           |
| 2012-13 | Botola Pro | 1er | 66 | 30 | 19 | 9 | 2 | 56 | 24 | +32 | Finale | - | - | ACL               | Demi-finale       | Iajour                   | 12                | Fakhir                                       |
| 2013-14 | Botola Pro | 2e | 55 | 30 | 16 | 7 | 7 | 40 | 15 | +25 | 8e de finale | CDM | Finale | -                 | -                 | Iajour                   | 16                | Fakhir et Benzarti                           |
| 2013-14 | Botola Pro | 2e | 55 | 30 | 16 | 7 | 7 | 40 | 15 | +25 | 8e de finale | C1 | 16e de finale | -                 | -                 | Iajour                   | 16                | Fakhir et Benzarti                           |
| 2014-15 | Botola Pro | 8e | 38 | 30 | 9 | 11 | 10 | 37 | 34 | +3 | Demi-finale | C1 | 8e de finale | -                 | -                 | Hafidi                   | 9                 | Benchikha, Romão et Jamal                    |
| 2014-15 | Botola Pro | 8e | 38 | 30 | 9 | 11 | 10 | 37 | 34 | +3 | Demi-finale | C3 | 8e de finale | -                 | -                 | Hafidi                   | 9                 | Benchikha, Romão et Jamal                    |
| 2015-16 | Botola Pro | 5e | 47 | 30 | 13 | 8 | 9 | 48 | 30 | +18 | 16e de finale | - | - | -                 | -                 | Hafidi                   | 12                | Krol et Taoussi                              |
| 2016-17 | Botola Pro | 3e | 57 | 30 | 15 | 12 | 3 | 42 | 17 | +25 | Vainqueur | - | - | CUNAF             | Vainqueur         | Erraki                   | 10                | Fakhir                                       |
| 2017-18 | Botola Pro | 6e | 48 | 30 | 13 | 9 | 8 | 45 | 31 | +14 | Demi-finale | C3 | Vainqueur | -                 | -                 | Iajour                   | 25                | Benchikha et Garrido                         |
| 2018-19 | Botola Pro | 2e | 55 | 30 | 15 | 10 | 5 | 56 | 36 | +20 | 16e de finale | C3 | Poules | -                 | -                 | Iajour                   | 29                | Garrido et Carteron                          |
| 2018-19 | Botola Pro | 2e | 55 | 30 | 15 | 10 | 5 | 56 | 36 | +20 | 16e de finale | SC | Vainqueur | ACL               | Quart de finale   | Iajour                   | 29                | Garrido et Carteron                          |
| 2019-20 | Botola Pro | 1er | 60 | 30 | 17 | 9 | 4 | 43 | 23 | +20 | Quart de finale | C1 | Demi-finale | ACL               | Vainqueur         | Moutouali                | 15                | Carteron et Sellami                          |
| 2020-21 | Botola Pro | 2e | 59 | 30 | 17 | 8 | 5 | 48 | 26 | +22 | Quart de finale | C1 | 16e de finale | -                 | -                 | Malango                  | 24                | Sellami et Chabbi                            |
| 2020-21 | Botola Pro | 2e | 59 | 30 | 17 | 8 | 5 | 48 | 26 | +22 | Quart de finale | C3 | Vainqueur | -                 | -                 | Malango                  | 24                | Sellami et Chabbi                            |
| 2021-22 | Botola Pro | 2e | 60 | 30 | 17 | 9 | 4 | 41 | 21 | +20 | Quart de finale | SC | Finaliste | -                 | -                 | Ahaddad                  | 12                | Chabbi, Wilmots, Taoussi et El Moubarki      |
| 2021-22 | Botola Pro | 2e | 60 | 30 | 17 | 9 | 4 | 41 | 21 | +20 | Quart de finale | C1 | Quart de finale | -                 | -                 | Ahaddad                  | 12                | Chabbi, Wilmots, Taoussi et El Moubarki      |
| 2022-23 | Botola Pro | 5e | 44 | 30 | 11 | 11 | 8 | 31 | 26 | +5 | Finale | C1 | Quart de finale | -                 | -                 | Khabba                   | 8                 | Benzarti, Kebaier et Zinnbauer               |
| 2023-24 | Botola Pro | 1er | 72 | 30 | 21 | 9 | 0 | 52 | 15 | +37 | Vainqueur | - | - | ACL               | Quart de finale   | Bouzok                   | 16                | Zinnbauer                                    |
| 2024-25 | Botola Pro | 5e | 48 | 30 | 12 | 12 | 6 | 38 | 25 | +13 | 8e de finale | C1 | Poules | -                 | -                 | Ennafati                 | 13                | Cviko, Jinani, Sá Pinto Abdessadek et Chabbi |
| 2025-26 | Botola Pro | - | - | - | - | - | - | - | - | - | - | - | - | -                 | -                 | -                        | -                 | Chabbi                                       |
| Total   | Total | 13 titres | 13 titres | 2062 | 862 | 752 | 448 | 2495 | 1641 | +854 | 9 titres | 9 titres | 9 titres | 3 titres          | 3 titres          | -                        | -                 | -                                            |

## Légende du tableau
| Champion / Vainqueur | Deuxième / Finaliste | Troisième | Promotion |

| Div = division, Pts = points, J = joués, G = gagnés, N = nuls, P = perdus, Bp = buts pour, Bc = buts contre, Diff = différence de buts |

| Première division = D1 (jusqu'en 1996) puis GNF1 (jusqu'en 2009) puis Botola 1 (jusqu'en 2011), puis Botola Pro depuis 2011. |
| Ligue du Maroc de Football (1922-1956): D2 Chaouia-Nord = Quatrième niveau; 1re Division = Troisième niveau; Pré-honneur = Deuxième niveau.                                                                                                |
| C1 = Coupe des clubs champions africains (jusqu'en 1996) puis Ligue des champions (depuis 1997); C2 = Coupe d'Afrique des vainqueurs de coupe (1975-2003) ; C3 = Coupe de la CAF (1992-2003) puis Coupe de la confédération (depuis 2004). |
| CAN = Coupe d'Afrique du Nord (1930-1956); SCA = Supercoupe arabe (1992-2001) ; ACL = Coupe arabe des clubs champions; CNACC = Coupe nord-africaine des clubs champions (2008-2010); CUNAF = Coupe de l'UNAF (2015).                       |